# Archena
Archena – gmina w Hiszpanii, w prowincji Murcja, w Murcji, o powierzchni 16,4 km². W 2011 roku gmina liczyła 18 496 mieszkańców.